# Limitations de vitesse en Slovénie
 (décembre 2024).
Si vous disposez d'ouvrages ou d'articles de référence ou si vous connaissez des sites web de qualité traitant du thème abordé ici, merci de compléter l'article en donnant les références utiles à sa vérifiabilité et en les liant à la section « Notes et références ».

Panneaux de limitations de vitesse en Slovénie.

En Slovénie (abréviation officielle: SLO), la vitesse est limitée à :
- 50 km/h en ville
- 90 km/h hors agglomération
- 110 km/h sur voie rapide
- 130 km/h sur autoroute, y compris sur autoroute à 2x1 voie

## Autres règles
- Allumage des feux de croisement obligatoire 24h/24 ;
- Alcoolémie autorisée au volant : 0,5 g/L d'alcool dans le sang.